# بيل توماس (كاتب)
بيل توماس (بالإنجليزية: Bill Thomas)‏ هو صحفي ومصور ومؤلف وكاتب أمريكي، ولد في 11 نوفمبر 1934 في Glendale, Kentucky ‏ في الولايات المتحدة، وتوفي في 3 يونيو 2009.